# L'odore del caffè
L'odore del caffè è un singolo del cantautore italiano Francesco Renga, pubblicato il 22 marzo 2019 come secondo estratto dall'ottavo album in studio L'altra metà.

## Descrizione
Il brano è stato scritto dallo stesso Renga in collaborazione con il cantautore romano Ultimo.

## Video musicale
Il videoclip, diretto da Mauro Russo e prodotto da Borotalco.tv, è stato pubblicato il 28 marzo 2019 attraverso il canale YouTube del cantante.

## Tracce
Testi di Niccolò Moriconi e Pierfrancesco Renga, musiche di Niccolò Moriconi.
1. L'odore del caffè – 3:52